# 801
Năm 801 là một năm trong lịch Julius.